# Pattinaggio di velocità ai I Giochi olimpici invernali - 5000 m maschile
La competizione dei 5000 metri di pattinaggio di velocità dei I Giochi olimpici invernali si è svolta il giorno 26 gennaio 1924 a Chamonix.

## Risultati
| Pos.    | Concorrente           | Nazione       | Tempo   |
| ------- | --------------------- | ------------- | ------- |
| Oro     | Clas Thunberg         | Finlandia     | 8'39"0  |
| Argento | Julius Skutnabb       | Finlandia     | 8'48"4  |
| Bronzo  | Roald Larsen          | Norvegia      | 8'50"2  |
| 4       | Sigurd Moen           | Norvegia      | 8'51"0  |
| 5       | Harald Strøm          | Norvegia      | 8'54"6  |
| 6       | Valentine Bialas      | Stati Uniti   | 8'55"0  |
| 7       | Frithjof Paulsen      | Norvegia      | 8'59"0  |
| 8       | Richard Donovan       | Stati Uniti   | 9'05"6  |
| 9       | Léonhard Quaglia      | Francia       | 9'08"6  |
| 10      | Asser Wallenius       | Finlandia     | 9'12"8  |
| 11      | Alberts Rumba         | Lettonia      | 9'14"4  |
| 12      | Eric Blomgren         | Svezia        | 9'14"6  |
| 13      | Charles Jewtraw       | Stati Uniti   | 9'27"0  |
| 14      | Bill Steinmetz        | Stati Uniti   | 9'35"0  |
| 15      | Axel Blomqvist        | Svezia        | 9'48"8  |
| 16      | Leon Jucewicz         | Polonia       | 10'05"6 |
| 17      | Gaston Van Hazebroeck | Belgio        | 10'13"8 |
| 18      | André Gegout          | Francia       | 10'15"2 |
| 19      | George de Wilde       | Francia       | 10'39"8 |
| 20      | Albert Tebbit         | Gran Bretagna | 11'01"0 |
| 21      | Marcel Moens          | Belgio        | 11'30"4 |
| -       | Charles Gorman        | Canada        | DNF     |